# 天才スピヴェット
『天才スピヴェット』（てんさいスピヴェット、L'extravagant voyage du jeune et prodigieux T.S. Spivet）は、2013年のフランス・カナダ合同のアドベンチャー映画。ライフ・ラーセンの小説「T・S・スピヴェット君 傑作集」を原作としている。

## ストーリー
モンタナの牧場で暮らす10歳の少年スピヴェットは、身も心もカウボーイの父と昆虫博士の母、アイドルを夢見る姉に囲まれて暮らしていた。スピヴェットは生まれながらの天才的頭脳の持ち主だが、彼の言動は家族からは今ひとつ理解されずにいた。さらに、双子の弟の突然の死で、家族の心にぽっかりと穴が空いていた。そんな中、スピヴェットの元にアメリカを代表する研究機関であるスミソニアン学術協会から、最も優れた発明に贈られるベアード賞受賞の知らせが届く。初めて人に認められることの嬉しさを知ったスピヴェットは、一人でワシントンDCで開かれる授賞式に出席するべく、家出を決意する。数々の危険や様々な人々と出会いながら大陸を横断する。受賞スピーチで、彼は重大な真実を明かそうとする。

## キャスト
※括弧内は日本語吹替
- T・S・スピヴェット - カイル・キャトレット（宇山玲加）
- クレア博士 - ヘレナ・ボナム＝カーター（佐々木優子）
- G・H・ジブセン - ジュディ・デイヴィス（一城みゆ希）
- テカムセ・E・スピヴェット - カラム・キース・レニー（本多新也）
- グレーシー - ニーアム・ウィルソン（白石晴香）
- レイトン - ジェイコブ・デイヴィーズ（朝井彩加）
- トゥー・クラウズ - ドミニク・ピノン（中博史）
- ロイ - リック・マーサー（多田野曜平）